# Plumeria obtusa
Espèce
Plumeria obtusa, le frangipanier, est une espèce de plantes à fleurs de la famille des Apocynaceae. C'est un arbuste originaire des Caraibes, du Mexique et d'Amérique centrale.

## Synonymes
- Plumeria apiculata Urb.
- Plumeria bahamensis Urb.
- Plumeria barahonensis Urb.
- Plumeria beatensis Urb.
- Plumeria cayensis Urb.
- Plumeria clusioides Griseb.
- Plumeria confusa Britton
- Plumeria cubensis Urb.
- Plumeria cuneifolia Helwig
- Plumeria dictyophylla Urb.
- Plumeria ekmanii Urb.
- Plumeria emarginata Griseb.
- Plumeria estrellensis Urb.
- Plumeria inaguens Britton
- Plumeria jamaicensis Britton
- Plumeria krugii Urb.
- Plumeria marchii Urb.
- Plumeria montana Britton & P. Wilson
- Plumeria multiflora Standl.
- Plumeria nipensis Britton
- Plumeria ostenfeldii Urb.
- Plumeria portoricensis Urb.
- Plumeria sericifolia C. Wright ex Griseb.
- Plumeria tenorii Gasp.
- Plumeria venosa Britton

## Description
C'est un arbuste qui atteint de 5 à 10 mètres de haut.

## Culture
Cet arbuste est cultivé à des fins ornementales dans les zones tropicales.